# Maximilian Danhammer
Maximilian Danhammer (* um 1640 in Reichersberg, Österreich; † 8. Mai 1708 in Neudek, Böhmen) war ein böhmischer Sakristan, der wegen Raub und Grabschändung vom Prager Appellationsgericht zum Tode durch das Schwert verurteilt wurde. Er war der letzte zum Tode verurteilte und öffentlich Hingerichtete in der Herrschaft Neudek.

## Geschichte
Danhammer stammte aus dem oberösterreichischen Markt Reichersberg und war möglicherweise der Sohn des Schuhmachermeisters Tobias Danhammer († 1651) und dessen Ehefrau Barbara geb. Steigl. Wann er nach Neudek im Erzgebirge kam, ist unbekannt. Der gelernte Schuhmacher erlangte dort das Bürgerrecht. 1668 heiratete er in erster Ehe die Tochter des Neudeker Mälzermeisters Georg Fleischer. Nach ihrem Tode ging er 1679 eine zweite Ehe mit Elisabeth Schuster ein. Bereits deren Großvater Hans Schuster bekleidete bei der Pfarrkirche von Neudek das Amt des Kirchenvaters. Ab 1685 erscheint Danhammer in den Matriken als Kirchner bzw. Sakristan. Zu Beginn des 18. Jahrhunderts beraubte er in der Kirche, wohl am Eingang zur Sakristei, das Epitaph der Grafen Lorenz und Christoph Schlik. So berichtet der Pfarrer Anton Ignaz Kirchner in seinen Aufzeichnungen: In der Kirch Epitaph von Schlick cum inscript beraubt hat Tannhammer, Messner. Er öffnete das Grab und entwendete die Grabbeigaben. Dies geschah in Mitwisserschaft seiner Ehefrau Elisabeth, die ebenfalls angeklagt wurde. 
Danhammer wurde schließlich verhaftet, auf der Fronfeste eingekerkert und einer peinlichen Befragung unterzogen. Wegen der Schwere des Vergehens bat der damalige czerninische Amtsverwalter der Herrschaft Neudek Paul Amand Müller das Prager Appellationsgericht als oberste Instanz über den Fall zu entscheiden. Im Verfahren war Danhammer nicht anwesend. Die Justizbehörde fällte ihre Urteile aufgrund schriftlicher Aussagen der Angeklagten, wie auch der Zeugen, die von einem Gerichtsschreiber festgehalten und an das Gericht übersendet wurden. Das abschließende Urteil erging vom Sekretär des Appellationsgerichts Johann (Franz Sebastian) von Trippenbach und deren Räte auf der Prager Burg am 24. April 1708. Es lautete, dass Maximilian Danhammer seines schweren Verbrechens wegen mit dem Schwert hinzurichten sei. Seine Ehefrau Elisabeth sei mit Rutenschlägen zu belegen und mit einem geschworenen Eid der Stadt und des Landes auf ewig zu verweisen. Die Exekution Danhammers erfolgte am 8. Mai 1708 auf dem Neudeker Galgenberg. Es war die letzte öffentliche Hinrichtung, die in der Herrschaft Neudek vollzogen wurde.
Danhammer erhielt kein christliches Begräbnis, er ist im örtlichen Sterbebuch nicht verzeichnet. Das weitere Schicksal von Danhammers Ehefrau Elisabeth ist unbekannt. Seine Tochter Anna Margaretha starb 1730 ledig in Neudek. Seine jüngste Tochter Maria Elisabeth heiratete 1720 in Neudek den Wagner Andreas Kolditz.

## Auszug
Die Urkunde des Prager Appellationsgerichts im Wortlaut:

„An Bürgermeister und Rath der Stadt Neudeck
Den daselbst Verarrestirten Maximilian Danhammer betreffend.
Im Nahmen und von Wegen der Römischen Kaysser auch zu Hungarn ü. Böhaimb königl. Majestät Unsers allergnädigsten Herrns Haben dero Verordnete Präsident und Rähte so über den Appellationen ob dem Königl. Prager Schloss sitzen als ihnen von Paul Amand Müller Ambtsverwaltern der Herrschaft Neudeck wegen des allda in puncto Spoliatorum Sepulchorum Verhafften Maximilian Danhammer, eine Criminal-frag nebst gerichtlich und peinlich gethanen aussag überschicket und darinnen, was rechtens sein möchte, umb Bescheid und Belehrung gebetten worden.
Nach genugsamber erwägung derselben, so bey ihnen Verblieben sich dahin entschlossen, wo ferner die sachen angebrachter massen sich Verhalten: So wäre obbemelter Maximilian Danhammer, seines ärgerlich und schwehren Verbrechens wegen, mit dem schwerd von Leben zum todt hinzurichten dessen Weib Elisabeth aber mit staubenschläg zu belegen und gegen einen geschwohrenen Halsrevers mit Verlesung der Stadt und des landes auf ewig zu verweisen Von Rechtswegen.
Zu uhrkund dieses Briefs besiegelt mit dem Hierzu Verordneten Kayserl. und Königl. Secret Insiegel. der gegeben ist ob dem Königl. Prager Schloss den 24. Monath Tag Aprilis, Nach Christi Unsers Lieben Herrn Geburth, im Siebenzehn Hundert und achten Jahr.“